# Радост Сатане
Радост Сатане (Радост Сотоне) или Joy of Satan (ЈоS) је веб страница и западна езотерична окултна организација коју је 2002. основала Максин Дитрих (Андреа Максин/Дитрих).  Радост Сатане заговара „духовни сатанизам“,  идеологију која представља јединствену синтезу теистичког сатанизма, нацизма, гностичког паганизма, западног езотеризма, теорија завере о НЛО-има и ванземаљских веровања сличних онима које су популаризовали Зехариа Ситчин и Дејвид Ајк.

## Веровања
Чланови верују да је Сатана „прави отац и Бог творац човечанства“, чија је жеља била да се његове креације и човечанство уздигну кроз знање и разумевање. Они верују да је јудео-хришћански бог у ствари зли непријатељ човечанства који заједно са Јеврејима ради на нашем уништењу.
Радост Сатане тврди да су демони у ствари пагански богови који су стварали човечанство.
Они су били предмет значајних контроверзи због својих антисемитских уверења и повезаности са бившим председником Националсоцијалистичког покрета, америчке неонацистичке организације.

## У Србији
У Србији је током година Радост Сатане деловала под многим називима, као што су „Temple of Pride“ и „Црни Пламен“
Тренутно постоје „српско-хрватски огранак Радости Сатане“ и „босанско-херцеговачки огранак Радости Сатане“.